# Хантингтон, Джордж
Джордж Ха́нтингтон (Гентингтон) (англ. George Huntington, 9 апреля 1850 — 3 марта 1916) — американский врач, доктор медицины.

## Биография
Джордж Хантингтон родился 9 апреля 1850 года.
Он стал известен благодаря тому, что дал первое классическое описание заболевания, названного в его честь — болезни Гентингтона. Хотя эта болезнь была известна, по крайней мере, с XVII века, и несколько врачей уже описывали наследственную хорею, она не была признана в качестве отдельного заболевания до её классического описания Джорджем Хантингтоном в 1872 году.
Джордж Хантингтон умер 3 марта 1916 года от пневмонии в своём доме.

## Публикации
- On Chorea. The Medical and Surgical Reporter: A Weekly Journal, (Philadelphia: S.W. Butler), vol. 26, no. 15 (April 13, 1872), pp. 317—321[6].